# 寿光县
寿光县，中国旧县名，为今天山东省寿光市。

## 历史
西汉置寿光县，名称来源于战国时当地老人向齐国君主乞寿的一篇文字。历来归北海郡、青州府管辖。1868年12月捻軍在此全軍覆沒。
中华民国二年（1913年），全国废府，寿光县属山东省。1947年，中華民國內政部编撰的《中華民國行政區域簡表》中，寿光县为六等县，县域面积为2326.00平方公里，人口563080人:124。
1993年6月1日，撤县设市，设立县级寿光市。现隶属于山东省潍坊市。